# سیارک ۱۹۵۷۴
سیارک ۱۹۵۷۴ (به انگلیسی: 19574 Davidedwards، نام‌گذاری: 1999LQ21) نوزده هزار و پانصد و هفتاد و چهارمین سیارک کشف شده‌است که در ۹ ژوئن ۱۹۹۹ کشف شد.
قدر مطلق سیارک برابر ۱۲.۳ است.